# Адем Бајић
Адем Бајић је био потпуковник Југословенске народне армије.

## Биографија
Бајић је као мајор био командант Другог моторизованог батаљона вуковарског гарнизона током битке за град 1991. године. Командовао је и једним јуришним одредом у Вуковару.
Пензионисан је у чину потпуковника, након чега је живео у Београду до смрти.